# Вибачай
«Вибача́й» — сингл української співачки Ірини Білик, який був виданий восени 1999 року на підтримку шостого альбому виконавиці під назвою «ОМА».

## Трек-лист
| #  | Назва                           | Тривалість |
| -- | ------------------------------- | ---------- |
| 1. | «Вибачай»                       | 3:57       |
| 2. | «Вибачай (Євген Радіо Мікс)»    | 4:50       |
| 3. | «Вибачай (Bolotov Eclipse Mix)» | 3:44       |
| 4. | «Вибачай (Акустична Версія)»    | 3:14       |
| 5. | «Вітер»                         | 4:31       |